# 5 Broken Cameras
5 Broken Cameras (arabisch خمس كاميرات محطمة, DMG Ḫams Kāmīrāt Muḥaṭṭama; hebräisch חמש מצלמות שבורות Hamesh Matslemot Shvurot) ist ein 94-minütiger Dokumentarfilm unter der Regie des Palästinensers Emad Burnat und des Israelis Guy Davidi. Er wurde im Jahr 2011 auf Filmfestivals vorgestellt und anschließend im internationalen Kinovertrieb gezeigt. 5 Broken Cameras beschreibt aus erster Hand den Protest einer Dorfgemeinschaft in dem Ort namens Bil'in auf der West Bank, die direkt von dem israelischen Siedlungsbau betroffen ist.
Die Filmaufnahmen machte Emad Burnat, der seine erste Kamera im Jahr 2005 anlässlich der Geburt seines jüngsten Sohnes kaufte und die Protestbewegung bis zum Jahr 2011 mit dieser und weiteren vier Kameras dokumentierte. Im Jahr 2009 stieß der israelische Ko-Produzent Guy Davidi zu dem Projekt. Gegliedert in die Zeitabschnitte der Kameras bis zu ihrer jeweiligen Zerstörung während der Konfrontationen mit dem israelischen Militär, zeigt der Film Burnats Familienangehörige vor dem Hintergrund der Protestbewegung im Laufe von fünf Jahren.
Der Film gewann diverse Preise, etwa 2012 auf dem Sundance Film Festival. Im selben Jahr wurde er in der Kategorie Bester Dokumentarfilm für den Oscar nominiert und auf dem armenischen Filmfestival „Goldene Aprikose“ als bester Dokumentarfilm ausgezeichnet. 2013 erhielt er den International Emmy Award.